# Обезлесение

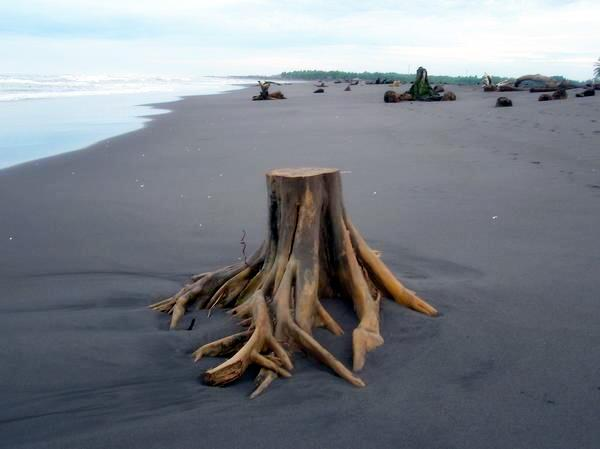
Обезлесение в Гватемале, пляж Чамперико

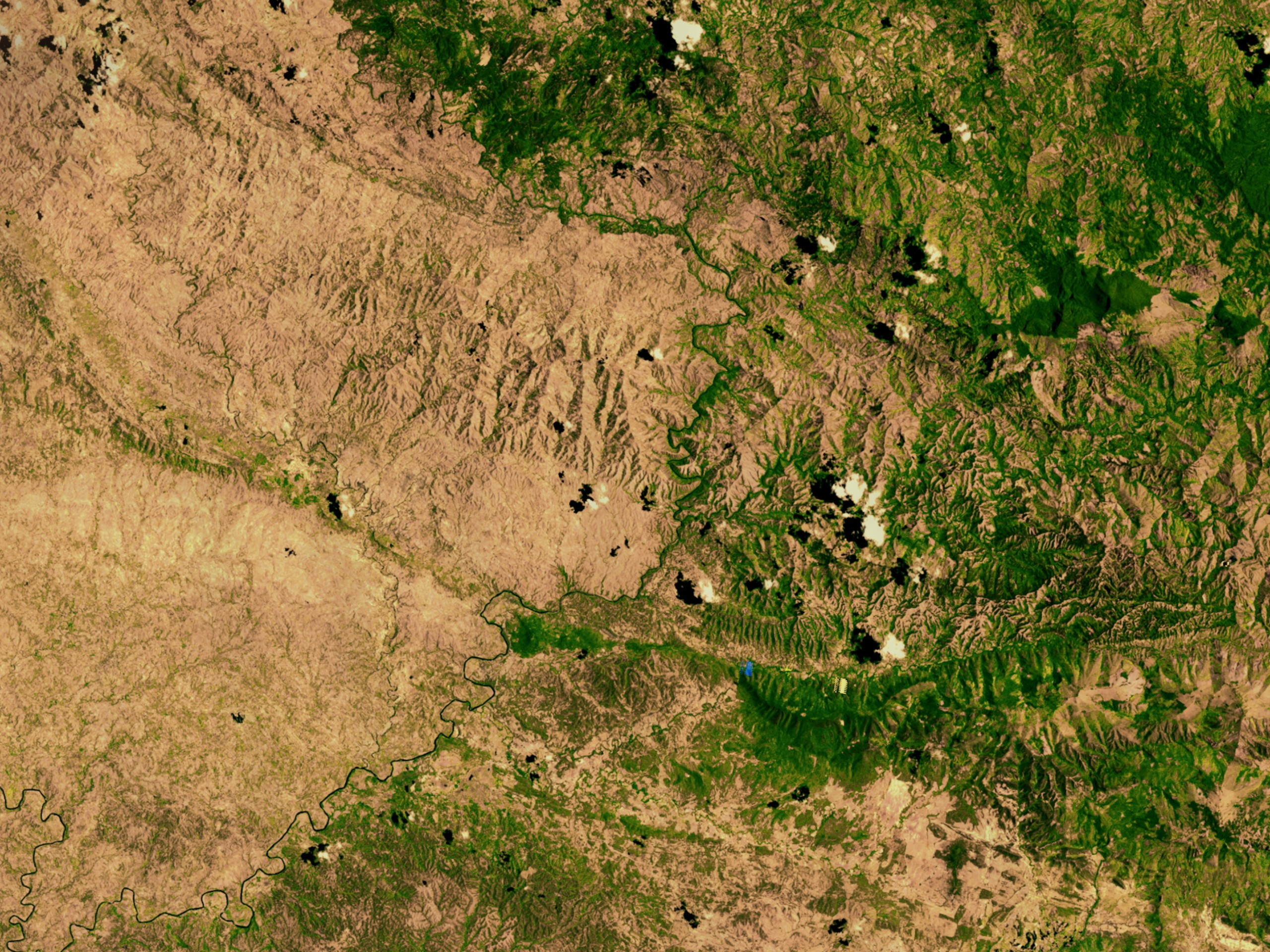
Обезлесение на острове Гаити — слева Республика Гаити, справа — Доминиканская республика

Обезле́сение — процесс превращения земель, занятых лесом, в земельные угодья без лесного покрова, такие как поля, плантации сельхозкультур, пастбища, города, пустоши и другие. Основная причина обезлесения — передача территорий, занятых лесом, под другие цели, в особенности вырубка и выжигание леса под сельхозугодья. Другая заметная причина обезлесения — вырубка леса без лесовосстановления. Кроме того, леса могут быть уничтожены вследствие естественных причин, таких как ураганы, болезни леса, изменение климата, однако основной причиной обезлесения является антропогенный фактор, включая, кроме вырубки и выжигания, например, кислотные дожди. Основная причина возникновения лесных пожаров — также деятельность человека.
Процесс уничтожения леса является актуальной проблемой во многих частях земного шара, поскольку ухудшает их экологические, климатические и социально-экономические характеристики и снижает качество жизни. Обезлесение приводит к снижению биоразнообразия, запасов древесины, в том числе для промышленного использования, к почвенной эрозии (разрастание оврагов, вымывание плодородного слоя), снижению водности рек, а также к усилению парникового эффекта из-за выделения в атмосферу углерода в виде CO2, находившегося в биомассе леса.

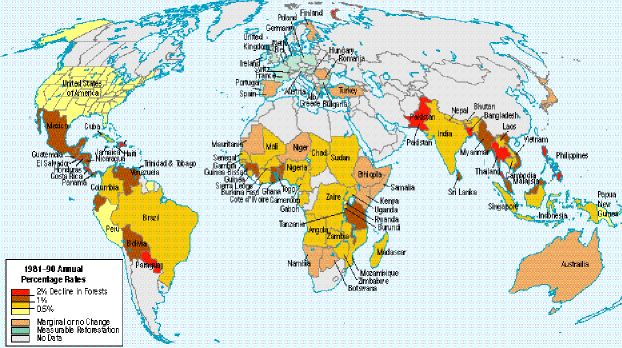
Карта исчезающих лесов по сост. на 1994 г. (Данные ООН)

По данным Международного Института мировых ресурсов и Всемирного центра природоохранного мониторинга, за последние 8000 лет была сведена почти половина некогда существовавших лесов, 75% площади сведённых лесов приходится на XX век. Из оставшихся лишь 22 процента состоят из естественных экосистем, остальные сильно изменены под натиском человека.

## Причины

### Антропогенные факторы

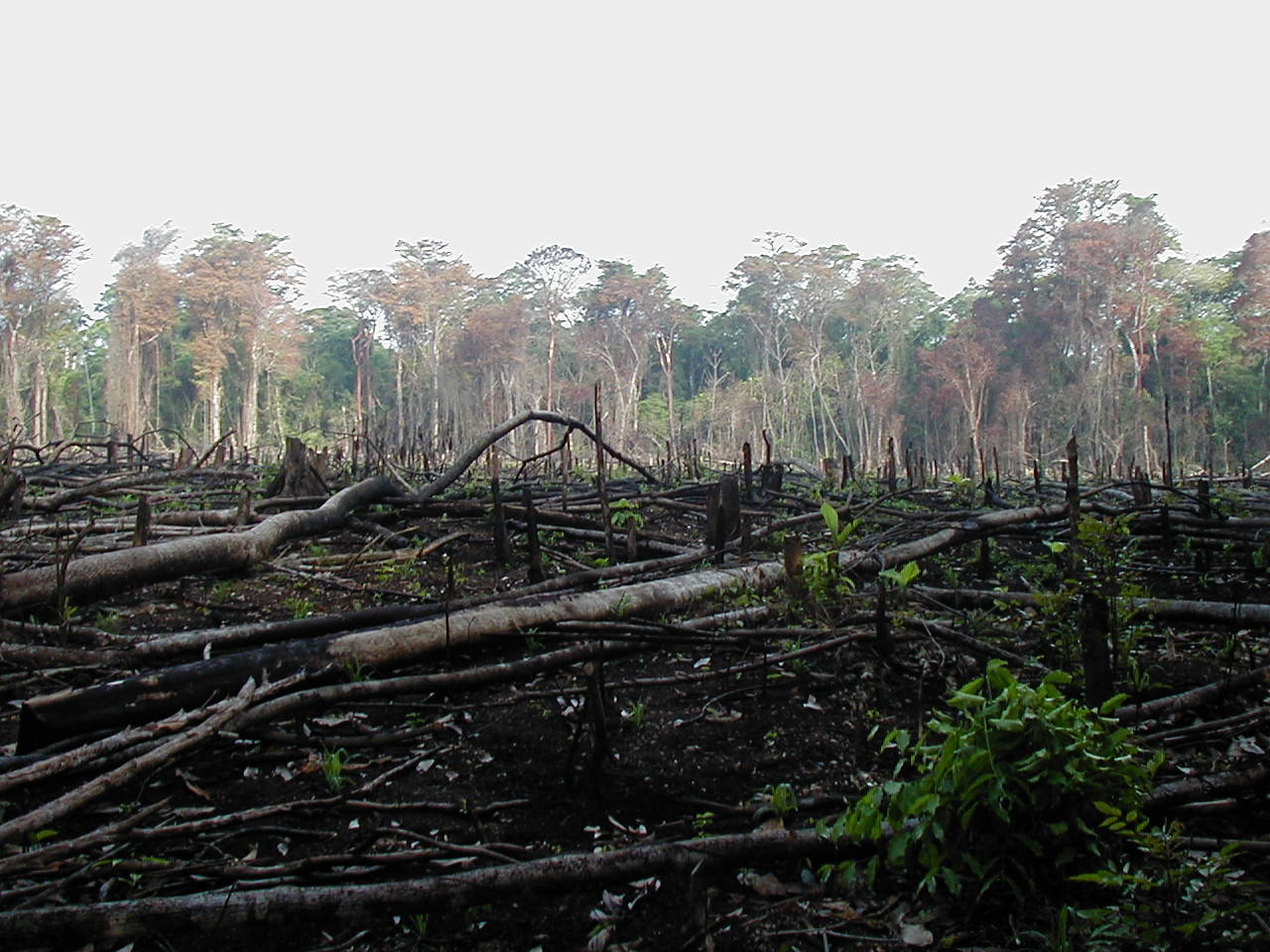
Выжигание джунглей для освобождения земли под посевные поля, южная Мексика

Человечество с давних пор вырубало лес, отвоёвывая землю у леса для ведения сельского хозяйства и просто для добычи дров. Позже у человека возникла потребность в создании инфраструктуры (городов, дорог) и добыче полезных ископаемых, что подхлестнуло процесс обезлесения территорий. Однако главной причиной вырубки лесов является увеличение потребности в еде, то есть площадей выпаса скота и посева сельскохозяйственных культур, как постоянных, так и сменных.
Лесное хозяйство не в состоянии произвести столько же пищи, как очищенное от деревьев угодье. Тропические и таёжные леса практически совсем не в состоянии поддерживать человеческое население, поскольку съедобные ресурсы слишком разбросаны. Планета была бы не в состоянии поддерживать текущее население и уровень жизни, если бы процессы обезлесения отсутствовали. Метод подсечно-огневого земледелия, который используется для краткосрочного использования богатой золой почвы, применяется 200 млн коренного населения по всему миру.
По оценкам британского защитника окружающей среды Нормана Маерса, 5 % обезлесения в тропиках приходится на выпас скота, 19 % происходит из-за лесозаготовок, 22 % — вследствие расширения плантаций масличной пальмы, а 54 % — из-за подсечно-огневого земледелия.
Анализ данных 46 стран тропической и субтропических зон (на которые приходится 78 % лесных площадей этих зон) показал, что обезлесение происходит из-за:
- крупного товарного сельского хозяйства — 40 %;
- местного натурального сельского хозяйства — 33 %;
- роста городов — 10 %;
- расширения инфраструктуры — 10 %;
- добычи полезных ископаемых — 7 %[10].

### Биотические и абиотические факторы
Кустарники, травянистые растения и даже лишайники и мхи могут препятствовать восстановлению лесов и, возможно, могут вытеснять их. Заросли из кустарников, а иногда даже из злаков или других трав, например золотарника или астр, может препятствовать поселению многих древесных пород. Из-за этого некоторые территории остаются безлесными в течение более 30 лет. Проводились эксперименты, показавшие, что многие растения выделяют вещества, подавляющие прорастание семян деревьев.
Восстановлению лесов на вырубках, гарях и заброшенных сельскохозяйственных угодьях могут препятствовать и некоторые животные например, кролики в Великобритании; в прошлом бизоны в прериях Среднего Запада Северной Америки; дикие копытные в заповедниках и охотничьих заказниках Алтая; даже мелкие млекопитающие, например мыши, могут поедать семена и обгрызать всходы деревьев. И все же наиболее сильное влияние на леса оказывает человек, в том числе выпас в лесу домашнего скота.

## Последствия
Процесс уничтожения лесов приводит как к локальным, так и глобальным и климатическим изменениям.

### Воздействие на атмосферу
Обезлесение способствует глобальному потеплению и часто называется одной из главных причин усиления парникового эффекта. В атмосфере Земли в виде углекислого газа содержится около 800 гт углерода. В наземных растениях, большую часть которых составляют леса, содержится около 550 гт углерода Уничтожение тропических лесов отвечает примерно за 20 % парниковых газов. По данным межправительственной группы экспертов по изменению климата обезлесение (по большей части в тропиках) привносит до трети общих антропогенных выбросов диоксида углерода. В ходе своей жизни деревья и другие растения изымают углекислый газ из атмосферы Земли в процессе фотосинтеза. Гниющая и горящая древесина выбрасывает накопленный углерод обратно в атмосферу (см. геохимический цикл углерода). Для избежания этого древесина должна перерабатываться в долговечные продукты, а леса сажаться заново.

### Гидрологическое воздействие
Обезлесение также негативно влияет на круговорот воды, отрицательно влияет на гидроэнергетику и орошаемое земледелие, ухудшая гидрологический режим рек. Деревья через корни питаются подземными водами, причём вода поднимается к их листьям и испаряется. При вырубке леса этот процесс транспирации прекращается, что приводит к тому, что климат становится более сухим. Кроме влаги в атмосфере, обезлесение негативно влияет на подземные воды, снижая способность местности задерживать осадки. Именно леса обеспечивают стабильный перенос влаги от океанов вглубь материков, обеспечивая полноводность рек, грунтовых вод и болот. Без лесов проникновение воды вглубь материков нестабильно и ослаблено.

### Воздействие на почву
Обезлесение уменьшает адгезию почвы, что может приводить к эрозии почв, разрастанию оврагов, к затоплениям и оползням, то есть к потерям ценности сельхозугодий и территорий, пригодных для освоения человеком.

### Воздействие на биосферу
Влажные тропические леса являются наиболее богатыми экосистемами на планете (в них проживают до 80 % известных видов), поэтому основной эффект от обезлесения заключается в уменьшении биологического разнообразия.

## Динамика

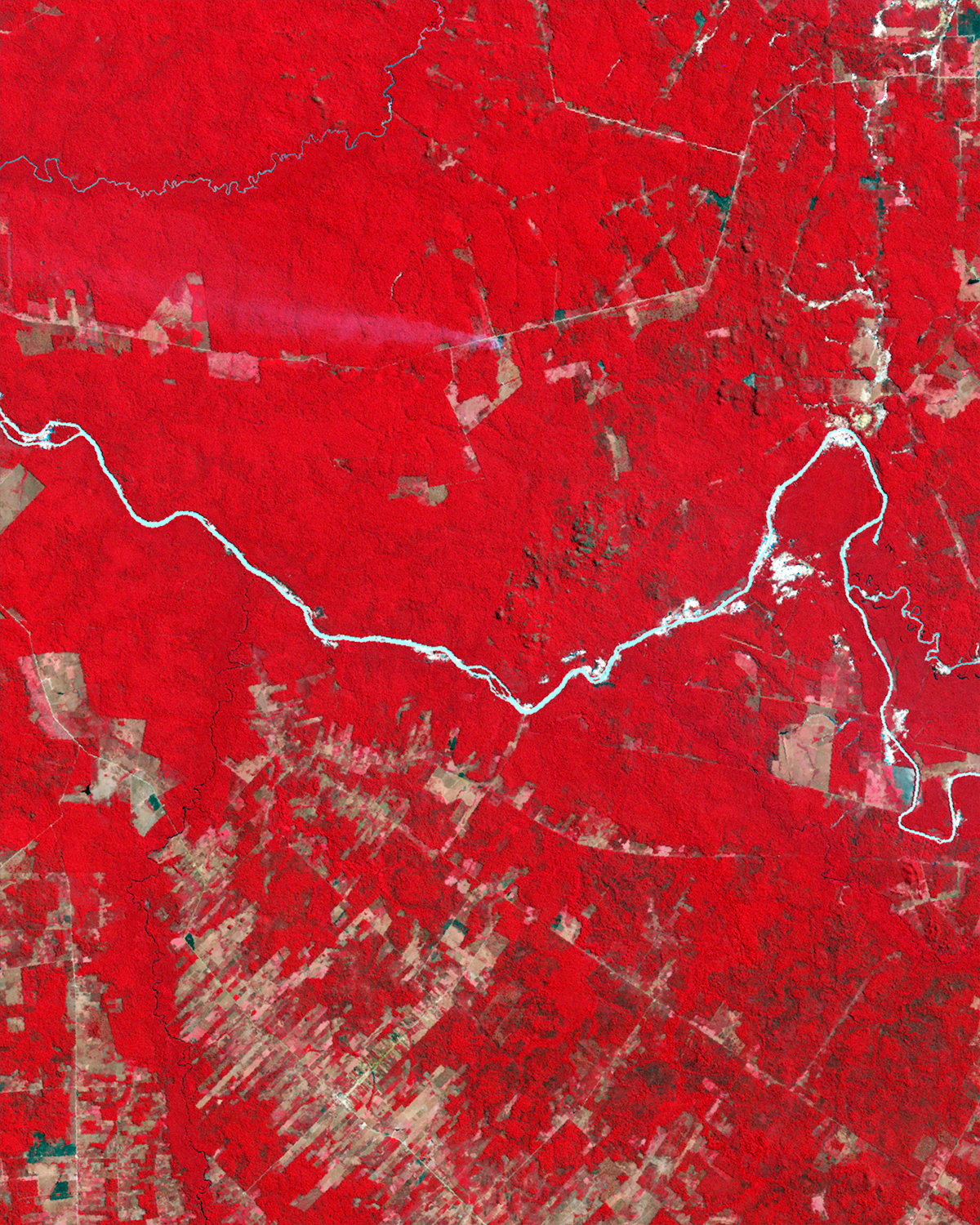
Обезлесение в бразильском штате Мату-Гросу, 1992

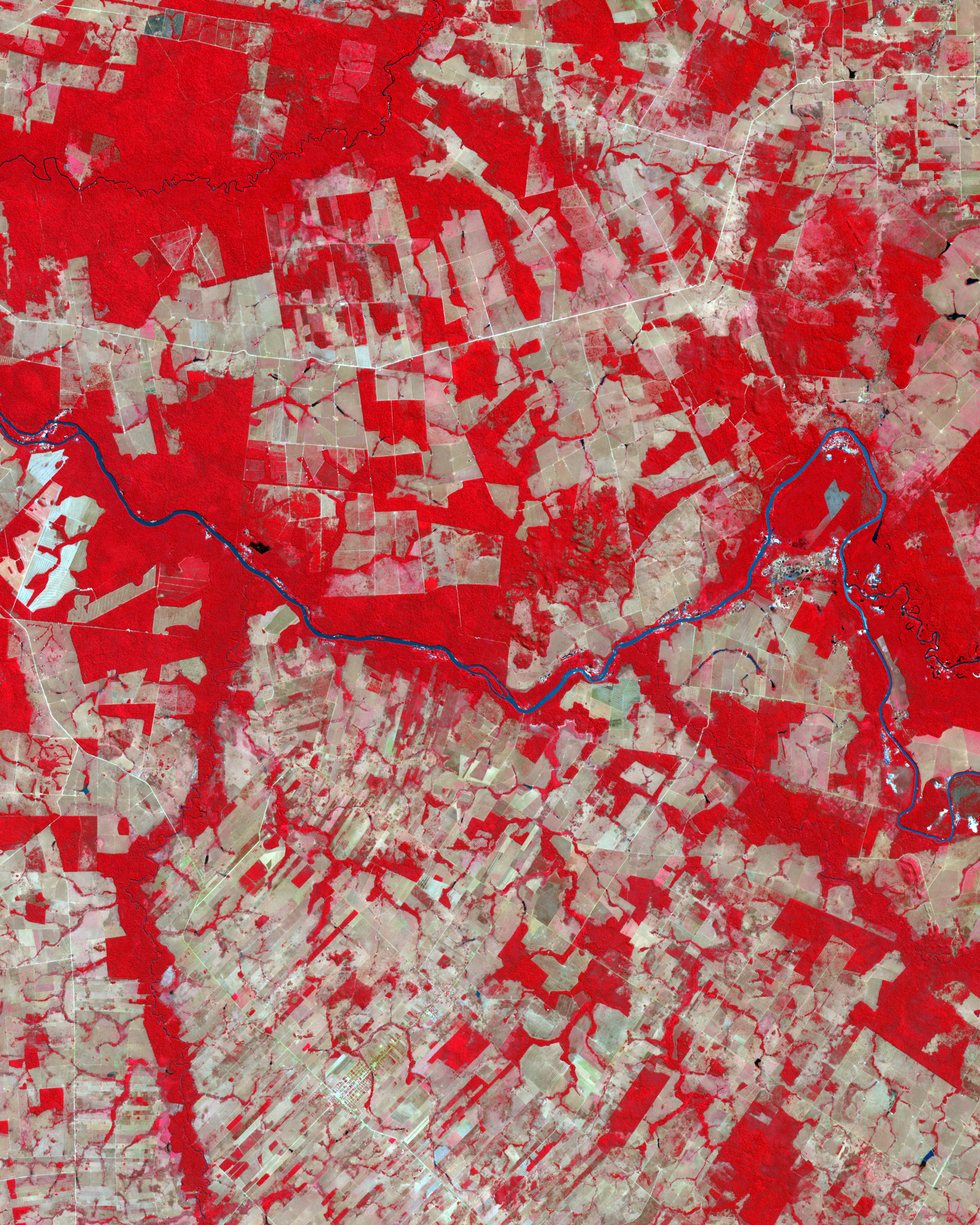
Обезлесение в бразильском штате Мату-Гросу, 2006

Определить реальную скорость обезлесения довольно сложно, поскольку занимающаяся учётом этих данных организация (Продовольственная и сельскохозяйственная организация ООН, FAO) в основном опирается на официальные данные соответствующих министерств отдельных стран. По оценкам этой организации суммарные потери в мире за первые 5 лет XXI века составили 6 млн га леса ежегодно. По оценкам Всемирного банка в Перу и Боливии нелегальными являются 80 % лесозаготовок, в Колумбии — 42 %. Процесс исчезновения лесов Амазонии в Бразилии также происходит гораздо быстрее, чем полагали учёные.
Наибольших масштабов обезлесение достигло в XX веке. К началу XXI века 75 % сокращения площади лесов приходилось на XX век, что связано, в первую очередь, с необходимостью обеспечить потребности быстро растущего населения Земли. К 2000 г., 50 % бывшей площади лесов на планете уже полностью сведены человеком, лишь 22 % оставшихся лесов находятся в относительно нетронутом состоянии. Основная часть (75 %) оставшихся лесных массивов расположена в 3-х странах — Россия, Канада и Бразилия. Самые высокие потери лесов отмечены в Азии, за ней следуют Африка и Латинская Америка. За последние 40 лет площадь лесов в мире на душу населения уменьшилась более чем на 50 %, с 1,2 га до 0,6 га на человека.
Согласно спутниковым исследованиям с 1982 по 2016 годы площадь лесов выросла на 7%. Основные факторы: изменение климата и забрасывание земель сельскохозяйственного назначения. Чистый убыток лесов преобладает только в тропических регионах, но он перекрывается уменьшением оголённых земных покровов. 
Анализ глобальных данных спутниковых съемок за 12 лет с начала XXI века позволил обрисовать динамику изменения площади лесных массивов в мире. В итоговой сумме деградации и прироста первая преобладает: площадь лесных массивов неуклонно убывает, за десять лет она сократилась на 1,4 млн км2. Наибольшая потеря лесных площадей, по отношению к приросту, зафиксирована для тропической зоны, наименьшая — для умеренной. Статистика на примере Бразилии показывает возможную эффективность правительственных мер, если они принимаются для сохранения оставшихся тропических лесов. Однако, с 2013 года скорость вырубки амазонских джунглей в Бразилии снова выросла, из-за изменения правительственной политики.
В целом по миру в 2000—2005 годах скорость обезлесения (6 млн га в год) увеличилась, по сравнению с 1990-2000-ми годами (3 млн га в год), с 1990 по 2005 год общая площадь лесов на планете уменьшилась на 1,7 %.
Скорость обезлесения сильно зависит от региона. В настоящее время скорость вырубки лесов наиболее высока (и увеличивается) в развивающихся государствах, расположенных в тропиках. В 1980-х годах тропические леса потеряли 9,2 млн га, а в последнее десятилетие XX века — 8,6 млн га. К примеру в Нигерии за период с 1900 по 2005 год был уничтожен 81 % древних лесов. В Центральной Америке с 1950 года 2/3 площади тропического леса было превращено в пастбища. Половина бразильского штата Рондония (площадь 243 тыс. км²) в последние годы подверглась обезлесению. Большие площади тропических лесов потеряли такие страны как Мексика, Индия, Филиппины, Индонезия, Таиланд, Мьянма, Малайзия, Бангладеш, Китай, Шри-Ланка, Лаос, Конго, Либерия, Гвинея, Гана и Кот-д'Ивуар.
Если сравнивать с началом 2000-х годов, то площадь под пологом леса в 2017 году увеличилась на 5 %, в основном с помощью озеленения. На Китай приходится 25% мирового озеленения, благодаря правительственным программам по расширению площади лесов. На долю Китая и Индии приходится одна треть озеленения, но эти страны представляют собой лишь 9 % площади планеты, покрытой растительностью. Прирост зелени, наблюдаемый во всем мире и где доминируют Индия и Китай, не компенсирует ущерб от потери естественной растительности в тропических регионах, таких как Бразилия и Индонезия. При этом Китай является крупнейшим мировым потребителем пиломатериалов, вывозимых из других стран. Важно также, в условиях расширения международных связей, контролировать интродукцию паразитарных видов, так как на новых территориях они могут вызвать эпифитотию местных видов деревьев.

### Страны с крупнейшими лесопотерями
В России за период с 2001 по 2014 год произошло сокращение лесов на площади 40,94 млн га, восстановление — 16,2 млн га (по обоим показателям — первое место в мире, ввиду наибольших территорий лесов — 761 млн га), чистая потеря — 24,74 млн га, то есть 3,25 % от общей площади лесов (для сравнения, в Бразилии чистые потери составили 31,21 млн га, США — 15,4 млн га, Канаде — 22,09 млн га). Так, в Танзании общая площадь территорий, занятых лесом, составляет около 52%, ежегодное сокращение лесов составляет 685 тыс. га, т. е. ежегодное сокращение лесов от общей площади территорий, занятых лесом, составляет 0,71 %. В Колумбии эти показатели составляют 53 %, 308 ты.га, 0,53 % соответственно. В ДР Конго — 68 %, 311 тыс. га, 0,20 % соответственно (см. Вырубка лесов в Демократической Республике Конго).

## Обезлесение в РФ

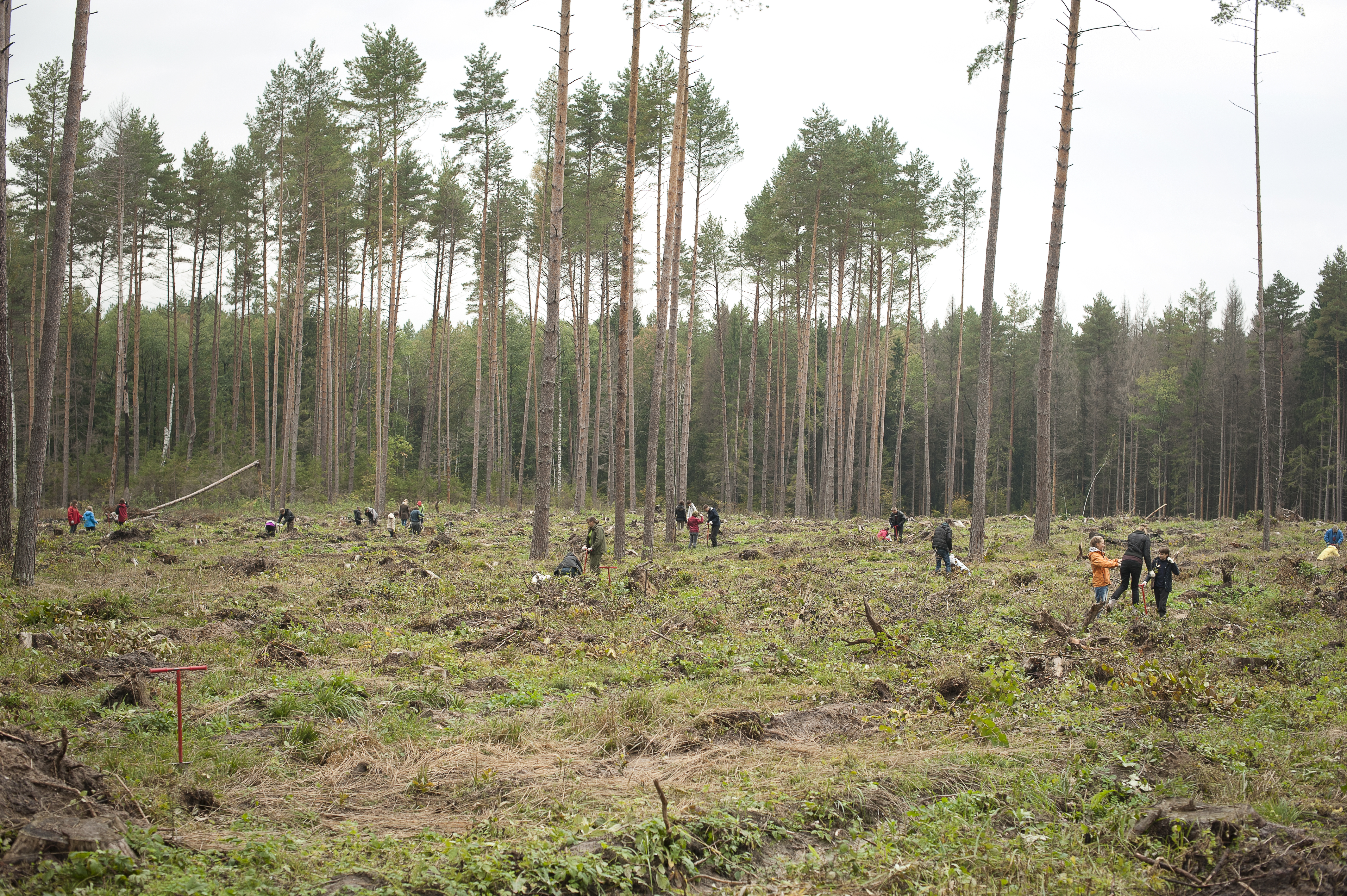
Обезлесение в России. Участок, пострадавший от короеда в Калужской области

В РФ, на Дальнем Востоке и в Сибири, обезлесивание приобрело значительные масштабы благодаря хищнической вырубке тайги китайцами. Активное участие китайских предпринимателей (прямое, или как скупщика незаконно вырубленного леса) вызвано сочетанием обстоятельств: потребностью в сырье для производимых товаров и плохой экологической обстановкой на своей территории, в том числе — полной вырубкой имевшегося доступного леса (заготовка хвойных пород на северо-востоке КНР запрещена).
Объективные данные, полученные на основе обработки спутниковых снимков, показывают значительный ущерб лесному фонду РФ, нанесённый за 2001—2019 гг.
Действия лесозаготовителей не вызывают адекватной реакции местных властей, но вызвали протесты местных жителей. По оценкам Фонда Карнеги, попытка поднять пошлину за вывоз необработанной древесины привела не к развитию местной лесопереработки, а к тому, что китайские предприниматели просто стали перебираться в РФ, работая на её территории с нарушениями (в частности, пренебрежение правилами пожарной безопасности создаёт угрозу пожаров).
Для того, чтобы не повредить своим лесоперерабатывающим предприятиям, Китай начал активно ввозить лес из РФ, что резко ухудшило ситуацию на Дальнем Востоке и в Сибири. В дальнейшем планируется вывоз леса уже и с северных районов РФ по Северному морскому пути.
В 2024 г. Государственная Дума одобрила во втором чтении закон, расширяющий возможность (уже законных) рубок леса в защитной зоне Байкала, защищаемой пока законом «Об охране озера Байкал».

## Обезлесение в Китае
В результате тысячелетней хозяйственной деятельности площадь лесов, когда-то произраставших в Восточном и Северо-Восточном Китае повсеместно, заметно уменьшилась, сейчас естественные леса встречаются только в предгорьях. С начала 1990-х годов, после введения ограничений на вырубку леса, площадь лесов увеличивается.
| Год                               | 1990 | 1995 | 2000 | 2005 | 2010 | 2015 | 2020 |
| --------------------------------- | ---- | ---- | ---- | ---- | ---- | ---- | ---- |
| Общая площадь, тыс. км2           | 1571 | 1671 | 1770 | 1888 | 2006 | 2103 | 2200 |
| В том числе лесопосадки, тыс. км2 | 442  | 495  | 548  | 641  | 733  | 790  | 847  |

## Борьба с обезлесением
Борьба с обезлесением является одним из направлений деятельности по охране окружающей среды и охране природы и производится:
- на уровне международного права, например, Конвенция, принятая Конференцией ООН по окружающей среде и развитию, Рио-де-Жанейро, 3-14 июня 1992 года[58]
- на государственном уровне
- на уровне общественных организаций, вплоть до радикальных методов шипования деревьев
- на уровне социального-бизнеса[59][60].

Мероприятия, связанные с охраной леса, можно разделить на следующие группы:
- научно-исследовательские
- организационно-технические
  - создание заповедников и других охраняемых территорий
  - лесовосстановление (в 1990—2010 годах наибольший прирост посаженых лесов был в Китае (1 932 тыс. га в год), США (805 тыс. га в год), Канаде (385 тыс. га в год), Индии (251 тыс. га в год), России (199 тыс. га в год)[61])
- экономические
- административно-правовые[62]. Например, в России в 2008 году было ужесточено наказание за самовольную вырубку деревьев и кустарников[63].

### Борьба с лесными пожарами
Организационно-техническое мероприятие, которое производится на государственном уровне.
- Предупредительные и подготовительные меры борьбы
  - противопожарная пропаганда
  - очистка лесов от захламлённости
  - устройство противопожарных полос
  - дозорно-сторожевая охрана
- при тушении применяют наземные средства и авиацию, лесохозяйственное противопожарное оборудование[64].